# The Dream Chapter: Eternity
The Dream Chapter: Eternity (kor. 꿈의 장: ETERNITY) – drugi minialbum południowokoreańskiej grupy TXT, wydany 18 maja 2020 roku przez wytwórnię Big Hit Entertainment. Płytę promował singel „Can’t You See Me?” (kor. 세계가 불타버린 밤, 우린... (Can't You See Me?)). Album ukazał się w dwóch wersjach fizycznych („Port” i „Starboard”).

## Lista utworów
| CD | CD | CD | CD                         | CD      |
| Nr | Tytuł utworu                                                                                                  | Tekst & muzyka | Muzyka                     | Długość |
| -- | --- | --- | -------------------------- | ------- |
| 1. | „Drama” | Supreme Boi, Jake Torry, Noah Conrad, Roland "Rollo" Spreckley, EL CAPITXN                                          | Noah Conrad                | 3:30    |
| 2. | „Segyega bultabeorin bam, urin... (Can't You See Me?)” (kor. 세계가 불타버린 밤, 우린... (Can't You See Me?)) | Slow Rabbit, "Hitman" Bang, Supreme Boi, Melanie Joy Fontana, Michel "Lindgren" Schulz, Eric Zayne, Naz Tokoi       | "Hitman" Bang, Slow Rabbit | 3:21    |
| 3. | „Shampoo-ui yojeong” (kor. 샴푸의 요정, ang. Fairy of Shampoo)                                                | EL CAPITXN, Slow Rabbit, Keeho Chang, Yeonjun                                                                       | EL CAPITXN, Slow Rabbit    | 4:27    |
| 4. | „Geoul sog-ui miro” (kor. 거울 속의 미로, ang. Maze in the Mirror)                                            | Slow Rabbit, Yeonjun, Beomgyu, Adora, Huening Kai, Soobin, Taehyun                                                  | Slow Rabbit, Beomgyu       | 3:46    |
| 5. | „Dongmul-won-eul ppajyeonaon Puma” (kor. 동물원을 빠져나온 퓨마, ang. Puma)                                   | Sam Klempner, Supreme Boi, Melanie Joy Fontana, Michel "Lindgren" Schulz, Slow Rabbit, Krysta Youngs, Julia Ross    | Sam Klempner               | 3:26    |
| 6. | „Eternally”                                                                                                   | Frants, Supreme Boi, Slow Rabbit, Pauline Skott, Peter St James, Alina Paulsen, Chris Brenner, "Hitman" Bang, danke | Frants                     | 3:37    |

## Notowania
| Lista                          | Pozycja |
| ------------------------------ | ------- |
| Gaon Weekly Album Chart        | 2       |
| Litwa (AGATA)                  | 90      |
| Oricon Album Chart             | 1       |
| Polska (ZPAV)                  | 8       |
| Five Music (Tajwan)            | 3       |
| Heatseekers Albums (Billboard) | 9       |
| World Albums (Billboard)       | 4       |

## Nagrody w programach muzycznych
| Program                   | Data         | Źródło |
| ------------------------- | ------------ | ------ |
| The Show (SBS MTV)        | 26 maja 2020 | [ 11 ] |
| Show Champion (MBC Music) | 27 maja 2020 | [ 11 ] |

## Sprzedaż
| Kraj             | Sprzedaż |
| ---------------- | -------- |
| Japonia          | 39 271+  |
| Korea Południowa | 275 958+ |